# كاماجور
كانت كاماجور مجموعة من الصيادين التقليديين من شعب الميندي في جنوب وشرق سيراليون (معظمهم من مقاطعة بو). كلمة «كاماجور» مشتقة من لغة ميندي «كاما سوه»، وتعني الصياد التقليدي ذو القوى الروحانية، والذي كان يعمل في الأصل لدى الزعماء المحليين.
تحت قيادة صموئيل هينجا نورمان، استخدم الرئيس أحمد تيجان كبه قبائل كاماجور في عام 1996 لتحل محل المرتزقة كقوة أمنية للحكومة. هذه القوة الأمنية كانت تسمى قوات الدفاع المدني. في ذلك الوقت، تم توسيع القوة إلى أكثر من 20,000 رجل، مما أدى إلى تقزيم الجيش والمرتزقة. وانتهت رئاسة كبه بانقلاب قاده صغار الضباط عام 1997 نصب جوني بول كوروما رئيسًا للدولة. 
كانت كاماجور جزءًا من مجموعة المراقبة التابعة للجماعة الاقتصادية لدول غرب إفريقيا بقيادة نيجيريا لإعادة كبه في عام 1998. في عام 1999، تم الاستيلاء على فريتاون من قبل تشارلز تايلور المدعوم من قبل فوداي سنكوح بقيادة المجلس الثوري للقوات المسلحة، والذي كان مزيجًا من متمردي الجبهة الثورية المتحدة وجيش سيراليون السابق. وعملت قبائل كاماجور مرة أخرى مع فريق المراقبين العسكريين التابع للجماعة الاقتصادية لدول غرب أفريقيا وقوات حفظ السلام التابعة للأمم المتحدة في محاولة لتأمين الاستقرار. 
بسبب الانتهاكات المزعومة للقانون الدولي، تم توجيه لائحة اتهام إلى قادة قوات الدفاع المدني (بمن فيهم هينغا نورمان) أمام المحكمة الخاصة لسيراليون.

## إرث
على الرغم من أن البعض يشير إلى حقول الماس (الماس الدموي) كعامل محفز حقيقي للكاماجور، إلا أنهم لعبوا دورًا رئيسيًا في المسيرة نحو استقرار سيراليون. من ناحية أخرى، تم اتهام قبائل كاماجور بنهب وترويع وقتل المدنيين في سيراليون، فضلاً عن استخدام جنود دون سن 15 عامًا. في مارس 2003، وجهت المحكمة الخاصة لسيراليون إلى هينجا نورمان لائحة اتهام بارتكاب جرائم الحرب هذه. بدأت محاكمته في يونيو 2004 مع محاكمة اثنين من مساعديه، موينينا فوفانا وأليو كونديوا.